# Генезий из Картахены
Генезий из Картахены, или Хинес де ла Хара (исп. Ginés de la Jara, VIII век — IX век, Мар-Менор, Мурсия, Испания) — святой римско-католической церкви, отшельник, патрон Картахены, покровитель землепашцев, виноделов, моряков, укротитель штормов и целитель грыж.

## Биография
Есть несколько версий касающихся личности святого Генезия. Некоторые исследователи полагают, что святой Генезий является святым Генезием Арльским, мучеником IV века, так как дни литургической памяти обоим святым совпадают. Популярность культа святого Генезия из Арля в других городах Галлии и за её пределами привела к появлению локальных культов этого святого. Так появились Генезий из Алверны, Генезий из Безье, Генезий из Рима, Генезий из Кордовы, и, по мнению ряда исследователей, и Хинес де ла Хара, или Генезий из Картахены.
Согласно легенде, впервые появившейся в рукописи «Liber Sancti Iacobi» под 1243 годом, мученик Генезий был похоронен в Арле, но его глава была доставлена чудесным образом «в руках ангелов» в Картахену. Это может представлять собой попытку объяснить существование культа одноименного святого в двух разных местах. Другой вариант легенды повествует, что после того, как Генезий был обезглавлен на юге Франции, он поднял голову и бросил её в Рону. Таким образом, его глава попала в Средиземное море и оказалась на берегу Мурсии, где была обретена местным населением и с тех пор почитается как святыня.
Каких-либо определенных сведений относительно даты и места рождения и смерти святого Генезия из Картахены не существует. По другой версии, этот святой также родом с юга Франции, отплыл из родины около 800 года. Корабль, на котором он плыл, потерпел крушение у берегов Мурсии. Здесь святой Генезий основал монастырь. Согласно преданию, он был родственником Роланда. Генезий отказался от прав на престол Франции ради монашества. После смерти, гроб с его мощами был доставлен на родину. Но когда гроб вскрыли, то он чудесным образом оказался пустым, а мощи подвижника были обретены около Мар-Менор, недалеко от места его земного подвига.
По другой легенде, незадолго до кончины Генезий отправился в паломничество в Сантьяго-де-Компостела. По пути он пережил немало искушений. После Генезий поселился на холме, известным как Кабесо дель Мирал, где подвизался до самой смерти. Его слава росла и после упокоения, а могила стала местом паломничества и множества чудес, совершавшихся по молитве к святому.

## Почитание
Место предполагаемого скита святого Генезия в Мар-Менор почиталось как священное место и во времена мусульманского правления, о чём упоминают в своих сочинениях мавританские авторы. После включения региона в состав королевства Кастилии и Леона, Альфонс X Мудрый восстановил епархию Картахены и в 1250 году основал монастырь Сан-Хинес-де-ла-Хара. Обитель получила признание как святое место, куда сам король совершил паломничество. Вначале монастырь находился под управлением доминиканцев, но затем был передан в ведение францисканцев.
В 1491 году обитель была заново отстроена и восстановлена в XVI веке, став центром культа святого Генезия. Монастырь считается местом упокоения мощей святого, почитание которого распространилось на близлежащие города, такие, как Лорка, Мурсия, Ориуэла и даже достигло Северной Африки.
Святой Генезий почитается покровителем местных виноделов и крестьян. Моряки также призывают его на помощь во время шторма. Он также известен как целитель многих болезней, особенно грыжи у детей.
В 1541 году папа Павел III официально канонизировал его. Литургическая память ему праздник совершается 25 августа.